# Меджани, Карл
Карл Меджани́ (араб. كارل مجاني‎, фр. Carl Medjani; род. 15 мая 1985, Лион) — алжирский и французский футболист, защитник. Выступал за национальную сборную Алжира.

## Клубная карьера
Карл Меджани является воспитанником академии «Сент-Этьена». В 2003 году за его подпись спорили, помимо «Ливерпуля», «Арсенал», «Манчестер Юнайтед» и «Бавария». Сам Междани был готов остаться в «Сент-Этьене» при условии предоставления игровой практики в первой команде, но тренер французского клуба Фредерик Антонетти не дал ему таких гарантий.

### Ливерпуль
В августе 2003 года Меджани перешёл к Жерару Улье в «Ливерпуль» и играл за резервы клуба, а после появления у руля «красных» Рафаэля Бенитеса был отправлен в аренду на сезон в «Лорьян». 26 августа 2005 года он находился в заявке «Ливерпуля» на матч Лиги чемпионов против «Каунаса», но на поле так и не вышел.
Спустя некоторое время Карл снова отправился во Францию, где на правах аренды отыграл сезон 2005/06 за аутсайдера Лиги 1 «Мец». Он сыграл 23 матча в составе клуба и не смог помочь ему удержаться в высшем дивизионе.
Летом 2006 года руководство «Ливерпуля» приняло решение окончательно расстаться с Меджани.

### Лорьян
Уйдя из «Ливеруля», Карл Меджани снова перешёл в «Лорьян», но на этот раз уже на постоянной основе. Из-за череды травм он сыграл лишь 9 матчей в сезоне 2006/07, а за время его отсутствия места в центре обороны «Лорьяна» застолбили Сильвен Маршаль и Гийом Муллек. Меджани не захотел оставаться в статусе запасного игрока и в сезоне 2007/08 был отдан в аренду в клуб Лиги 2 «Аяччо».

### Аяччо
В составе «Аяччо» Карл Меджани сразу стал игроком основного состава, приняв участие в 35 матчах чемпионата. В последнем туре сезона 2007/08, в матче с «Дижоном» (1:1), защитник забил свой первый на взрослом уровне гол.
После окончания аренды, Карл перешёл в «Аяччо» на постоянной основе, подписав трёхлетний контракт. В сезоне 2010/11 он сыграл во всех соревнованиях 41 матч и помог корсиканскому клубу подняться в Лигу 1.
После выхода в высший дивизион, Меджани продлил свой контракт с «Аяччо» ещё на 2 года. В Лиге 1 Карл по прежнему оставался игроком стартового состава «Аяччо», а декабрьских матчах 2012 года даже надел капитанскую повязку.

### Монако
В январе 2013 года Карл Меджани перешёл в стан лидера Лиги 2 «Монако», подписав контракт на 3,5 года. Он сразу же занял место в центре обороны монегасков и до конца сезона успел сыграть в 15 матчах.
После выхода в Лигу 1, «Монако» значительно усилилось новыми игроками, и тренер клуба Клаудио Раньери заявил, что не видит для Карла места в основном составе клуба. Перед началом сезона 2013/14 его отдали в аренду в греческий «Олимпиакос», но там он сыграл лишь 8 матчей во всех турнирах за полгода и недовольный малой игровой практикой, вернулся во Францию. Зимой 2013/14 Меджани перешёл на правах аренды в «Валансьен», одного из аутсайдеров Лиги 1, и провёл за него 16 матчей.

## Международная карьера
В юности Карл Меджани сыграл более 50 матчей за сборные Франции разных возрастов, был капитаном молодёжной сборной Франции, но так и не получил шанса пробиться в первую команду.
В 2010 году тренер сборной Алжира Рабах Саадан предложил ему выступать за родину своих предков. Меджани принял приглашение и был включен в состав национальной команды на Чемпионат мира 2010. В матчах «мундиаля» он так и не вышел на поле, а первый матч за сборную сыграл 11 августа 2010 года против Габона.
В составе сборной Алжира Меджани принимал участие в финальном турнире Кубка африканских наций 2013.
В июне 2014 года включён тренером Вахидом Халилходжичем в состав сборной для участия в финальном турнире Чемпионата мира 2014. На турнире сыграл в трёх матчах группового этапа. Дошёл со Сборной Алжира до 1/8 финала Чемпионата Мира в Бразилии.
| Матчи за сборную Алжира | Матчи за сборную Алжира | Матчи за сборную Алжира | Матчи за сборную Алжира | Матчи за сборную Алжира | Матчи за сборную Алжира | Матчи за сборную Алжира        |
| ----------------------- | ----------------------- | ----------------------- | ----------------------- | ----------------------- | ----------------------- | ------------------------------ |
| №                       | Дата                    | Соперник                | Счёт                    | Минуты                  | Голы                    | Соревнование                   |
| 1                       | 11 августа 2010         | Габон                   | 1:2                     | 90                      | 0                       | Товарищеский матч              |
| 2                       | 3 сентября 2010         | Танзания                | 1:1                     | 39                      | 0                       | Отборочный матч КАН-2012       |
| 3                       | 10 октября 2010         | ЦАР                     | 0:2                     | 90                      | 0                       | Отборочный матч КАН-2012       |
| 4                       | 17 ноября 2010          | Люксембург              | 0:0                     | 90                      | 0                       | Товарищеский матч              |
| 5                       | 27 марта 2011           | Марокко                 | 1:0                     | 20                      | 0                       | Отборочный матч КАН-2012       |
| 6                       | 3 сентября 2011         | Танзания                | 1:1                     | 56                      | 0                       | Отборочный матч КАН-2012       |
| 7                       | 12 ноября 2011          | Тунис                   | 1:0                     | 90                      | 0                       | Товарищеский матч              |
| 8                       | 26 мая 2012             | Нигер                   | 3:0                     | 90                      | 0                       | Товарищеский матч              |
| 9                       | 2 июня 2012             | Руанда                  | 4:0                     | 90                      | 0                       | Отборочный матч ЧМ-2014        |
| 10                      | 10 июня 2012            | Мали                    | 1:2                     | 90                      | 0                       | Отборочный матч ЧМ-2014        |
| 11                      | 15 июня 2012            | Гамбия                  | 4:1                     | 90                      | 0                       | Отборочный матч КАН-2013       |
| 12                      | 9 сентября 2012         | Ливия                   | 1:0                     | 90                      | 0                       | Отборочный матч КАН-2013       |
| 13                      | 14 октября 2012         | Ливия                   | 2:0                     | 90                      | 0                       | Отборочный матч КАН-2013       |
| 14                      | 14 ноября 2012          | Босния и Герцеговина    | 0:1                     | 90                      | 0                       | Товарищеский матч              |
| 15                      | 12 января 2013          | ЮАР                     | 0:0                     | 57                      | 0                       | Товарищеский матч              |
| 16                      | 22 января 2013          | Тунис                   | 0:1                     | 90                      | 0                       | Кубок африканских наций 2013   |
| 17                      | 26 марта 2013           | Бенин                   | 3:1                     | 90                      | 0                       | Отборочный матч ЧМ-2014        |
| 18                      | 2 июня 2013             | Буркина-Фасо            | 2:0                     | 90                      | 0                       | Товарищеский матч              |
| 19                      | 9 июня 2013             | Бенин                   | 3:1                     | 90                      | 0                       | Отборочный матч ЧМ-2014        |
| 20                      | 16 июня 2013            | Руанда                  | 1:0                     | 90                      | 0                       | Отборочный матч ЧМ-2014        |
| 21                      | 14 августа 2013         | Гвинея                  | 2:2                     | 25                      | 0                       | Товарищеский матч              |
| 22                      | 10 сентября 2013        | Мали                    | 1:0                     | 90                      | 0                       | Отборочный матч ЧМ-2014        |
| 23                      | 12 октября 2013         | Буркина-Фасо            | 2:3                     | 90                      | 1                       | Отборочный матч ЧМ-2014        |
| 24                      | 19 ноября 2013          | Буркина-Фасо            | 1:0                     | 90                      | 0                       | Отборочный матч ЧМ-2014        |
| 25                      | 31 мая 2014             | Армения                 | 3:1                     | 28                      | 0                       | Товарищеский матч              |
| 26                      | 4 июня 2014             | Румыния                 | 2:1                     | 90                      | 0                       | Товарищеский матч              |
| 27                      | 17 июня 2014            | Бельгия                 | 1:2                     | 84                      | 0                       | Чемпионат мира по футболу 2014 |
| 28                      | 22 июня 2014            | Республика Корея        | 4:2                     | 90                      | 0                       | Чемпионат мира по футболу 2014 |
| 29                      | 26 июня 2014            | Россия                  | 1:1                     | 90                      | 0                       | Чемпионат мира по футболу 2014 |